# Breel Embolo
Breel Donald Embolo (* 14. února 1997 Yaoundé) je švýcarský profesionální fotbalista kamerunského původu, který hraje na pozici útočníka za klub AS Monaco FC a za švýcarský národní tým.
Jeho vzorem je italský fotbalista Mario Balotelli.

## Klubová kariéra
- FC Nordstern Basel (mládež)
- BSC Old Boys (mládež)
- FC Basilej (mládež)
- FC Basilej 2014–2016[3]
- FC Schalke 04 2016–2019
- Borussia Mönchengladbach 2019–2022
- AS Monaco 2022–

## Reprezentační kariéra
Nastupoval za švýcarské mládežnické reprezentace včetně U21.
V A-mužstvu Švýcarska debutoval 31. 3. 2015 v přátelském zápase v Curychu proti reprezentaci USA (remíza 1:1).